# Baquedano (station)
Baquedano är en tunnelbanestation i tunnelbanesystemet Metro de Santiago i Santiago, Chile. Nästföljande station på linje 1 i riktning mot Escuela Militar är Salvador och i riktning mot San Pablo är det Universidad Católica. På linje 5 är nästföljande station i riktning mot Plaza de Maipú är Bellas Artes och i riktning mot Vicente Valdés är det Parque Bustamente.